# Puget Sound Naval Shipyard

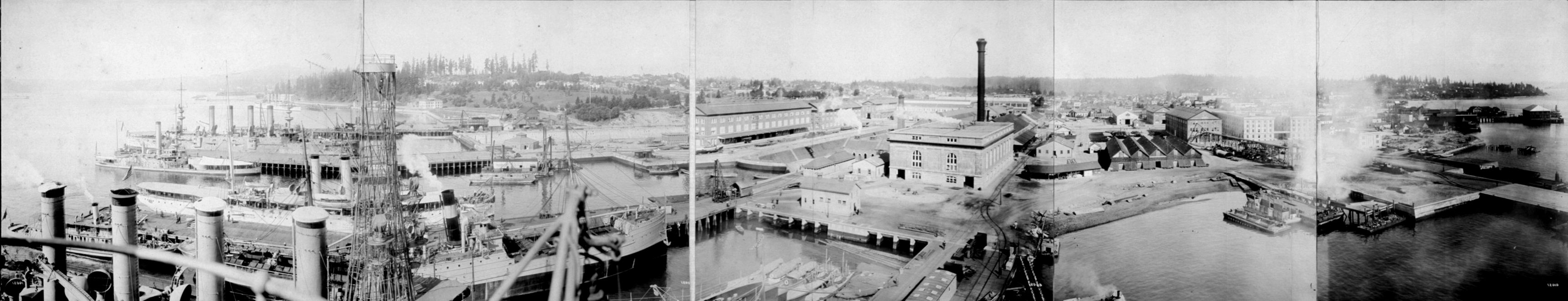
Вигляд на судноремонтну верф «П'юджет-Саунд Нейвел Шипярд» у Бремертоні. 1913

«П'юджет-Саунд Нейвел Шипярд» (англ. Puget Sound Naval Shipyard, (PSNS & IMF)) — американська військово-морська верф, офіційно «Військово-морська верф і комплекс проміжного технічного обслуговування П'юджет-Саунд», що займає 179 акрів (0,7 км²) на П'юджет-Саунд у Бремертоні, штат Вашингтон, яка безперервно використовується з моменту свого заснування в 1891 році/ Корабельня також відома як Navy Yard Puget Sound, Bremerton Navy Yard і Bremerton Naval Complex.
Межує на півдні з Сінклер-Інлет, на заході з Бремертонським відділенням військово-морської бази Кітсап, а на півночі та сході з містом Бремертон, штат Вашингтон. Це найбільший морський береговий об'єкт Тихоокеанського північно-західного регіону та один з найбільших промислових об'єктів штату Вашингтон. PSNS & IMF забезпечує технічне обслуговування, модернізацію, технічну та матеріально-технічну підтримку корабельного складу флоту та налічує 14 000 працівників та обслуговуючого персоналу.
Загалом Військово-морські сили США мають у своєму розпорядженні чотири державні верфі — Norfolk Naval Shipyard (NNSY), Portsmouth Naval Shipyard (PNSY), Puget Sound Naval Shipyard and Intermediate Maintenance Facility (PSNS&IMF) і Pearl Harbor Naval Shipyard and Intermediate Maintenance Facility (PHNSY&IMF), які грають життєво важливу роль у забезпеченні національної оборони, виконуючи технічне обслуговування підводних човнів і авіаносців з метою підтримання флоту боєздатними кораблями.
Спочатку спроектовані та побудовані в XIX і XX століттях для будівництва вітрильних і звичайних суден, державні верфі ВМС неефективно налаштовані для обслуговування і модернізації атомних авіаносців і підводних човнів. З огляду на необхідність зосередження ВМС на операціях, старіючі верфі не змогли належним чином підтримувати та оптимізувати свої об'єкти, комунальні спроможності, сухі доки, устаткування, обладнання та інфраструктуру в епоху інформаційних технологій. Ця неефективність і застарілі засоби призводять до вищих витрат на технічне обслуговування, ризиків щодо графіків і проблем з надійністю.

## Відомі кораблі та судна, побудовані на П'юджет-Саундській військово-морській верфі
- «Луїсвілл», важкий крейсер типу «Нортгемптон»
- «Асторія», важкий крейсер типу «Нью-Орлеан»
- «Ворден», ескадрений міноносець типу «Фаррагут»
- «Кушінг» і «Перкінс» — есмінці типу «Мехен»
- «Паттерсон» і «Джервіс» — есмінці типу «Беглі»
- «Вілсон», ескадрений міноносець типу «Бенгам»
- «Чарльз Г'юз», ескадрений міноносець типу «Бенсон»
- «Монссен», ескадрений міноносець типу «Глівз»
- «Галфорд», «Лойце», «Говорт», «Кіллен», «Гарт», «Меткальф», «Шілдз», «Вайлі» — есмінці типу «Флетчер»
- «Грейнер», «Вайман», «Ловерінг», «Сандерс», «Бракетт», «Рейнолдс», «Мітчелл», «Дональдсон» — ескортні міноносці типу «Евартс»